# Zatoki (Ukraina)
Zatoki (ukr. Затоки) – wieś na Ukrainie w rejonie żmeryńskim obwodu winnickiego. Do 2020 w rejonie barskim.
Znajduje tu się przystanek kolejowy Palijiwka, położony na linii Żmerynka – Mohylów Podolski – Ocnița.